# Walden (bok)
Walden (även Skogsliv vid Walden) (först publicerad 1854 som Walden; or, Life in the woods) är en bok av författaren Henry David Thoreau.
Verket är en redogörelse från hans drygt tvååriga vistelse i en stuga vid tjärnen Walden Pond, belägen nära Concord, Massachusetts. Under den tiden var han helt självförsörjande, och levde enbart av den mat han själv frambringade i form av fiske och odlingar. Han underströk vikten av frågor som självtillit, enkelt leverne och närhet till naturen.
Thoreaus projekt var inspirerat av transcendentalistisk filosofi, och vistelsen var inte tänkt som en fullständig distansering från civilisationen. Det var mer som en sorts litterär kupp där isoleringen kunde få honom att nå en mer objektiv bild av samhället snarare än att leva ett eremitliv.
Den första svenska utgåvan av Walden, med titeln "Skogsliv vid Walden" kom 1924 i en översättning av Frans G. Bengtsson. Det är dock en avkortad version där fyra hela kapitel saknas och liksaså en rad avsnitt från flera av de övriga kapitlen. En oavkortad svensk utgåva kom 2006 där översättningen är gjord av Peter Handberg med efterord av Steven Hartman och Henrik Otterberg.

## Innehåll
I bokens kapitel 18 beskrivs bland annat den livsstilsförenkling som Thoreau tillämpade. Genom att minska behovet av materiella ting behövde han inte lägga mycket tid alls på att skaffa sig detta, vilket i sin tur gav mer tid till att fokusera på det han tyckte var viktigt.
De målande beskrivningarna av tjärnen, den omkringliggande naturen och djurlivet, vilka Thoreau visade stor vördnad inför, får också mycket utrymme i boken.
Samhällskritiken syftar till den dåtida moderna västerländska kulturens konsumtion och materialistiska förhållningssätt. Även åverkan på och distanseringen från naturen. De spetsfundiga intentionerna kan tyckas vara att väcka en medvetenhet om hur människor lever sina liv, ur materiella och andra aspekter. Och att en mer betänksam livsstil med mindre förbrukning och utgifter skulle kunna sublimera ens tillvaro.